# Clematis lanuginosa
Clematis lanuginosa là một loài thực vật có hoa trong họ Mao lương. Loài này được Lindl. mô tả khoa học đầu tiên năm 1852.

## Hình ảnh

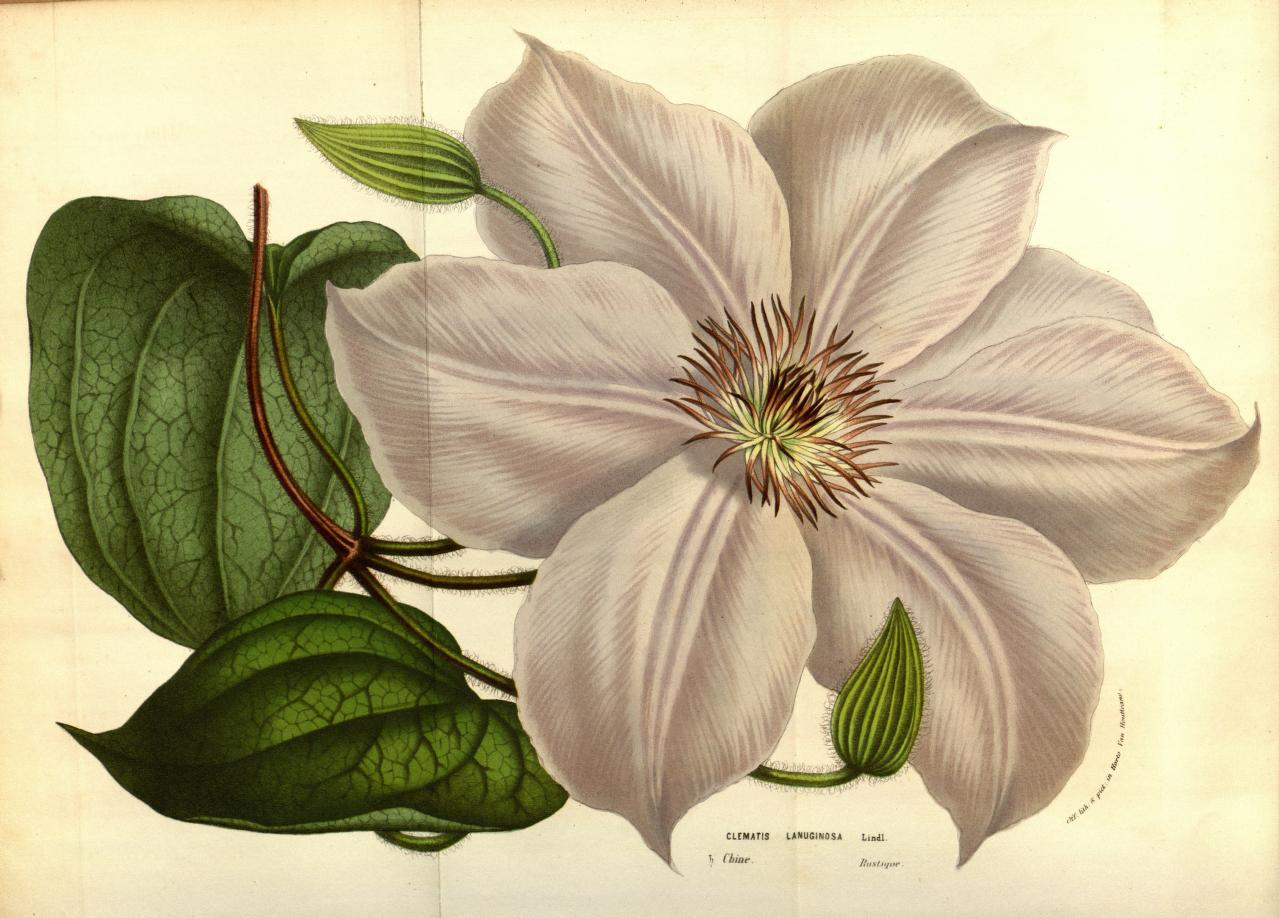
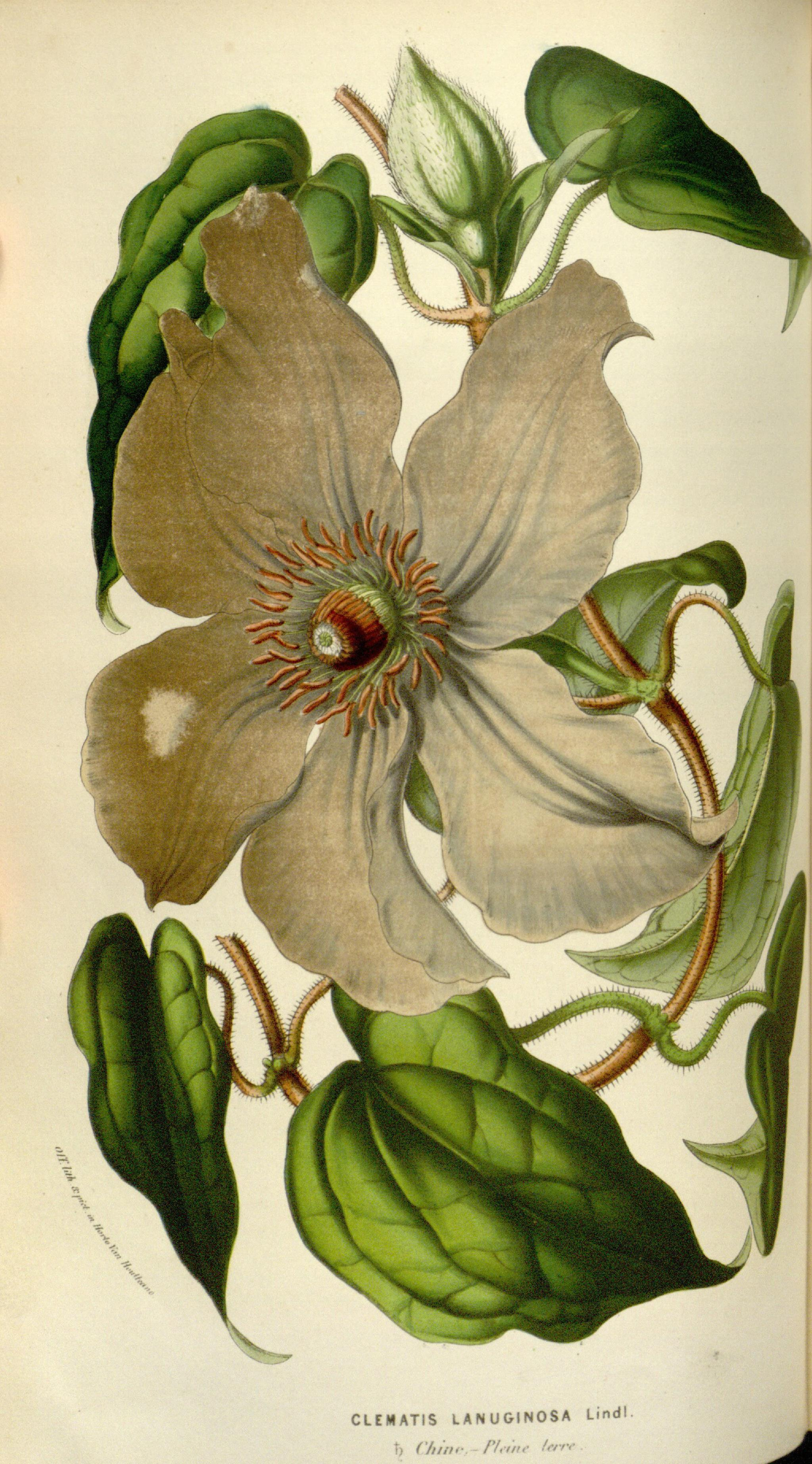
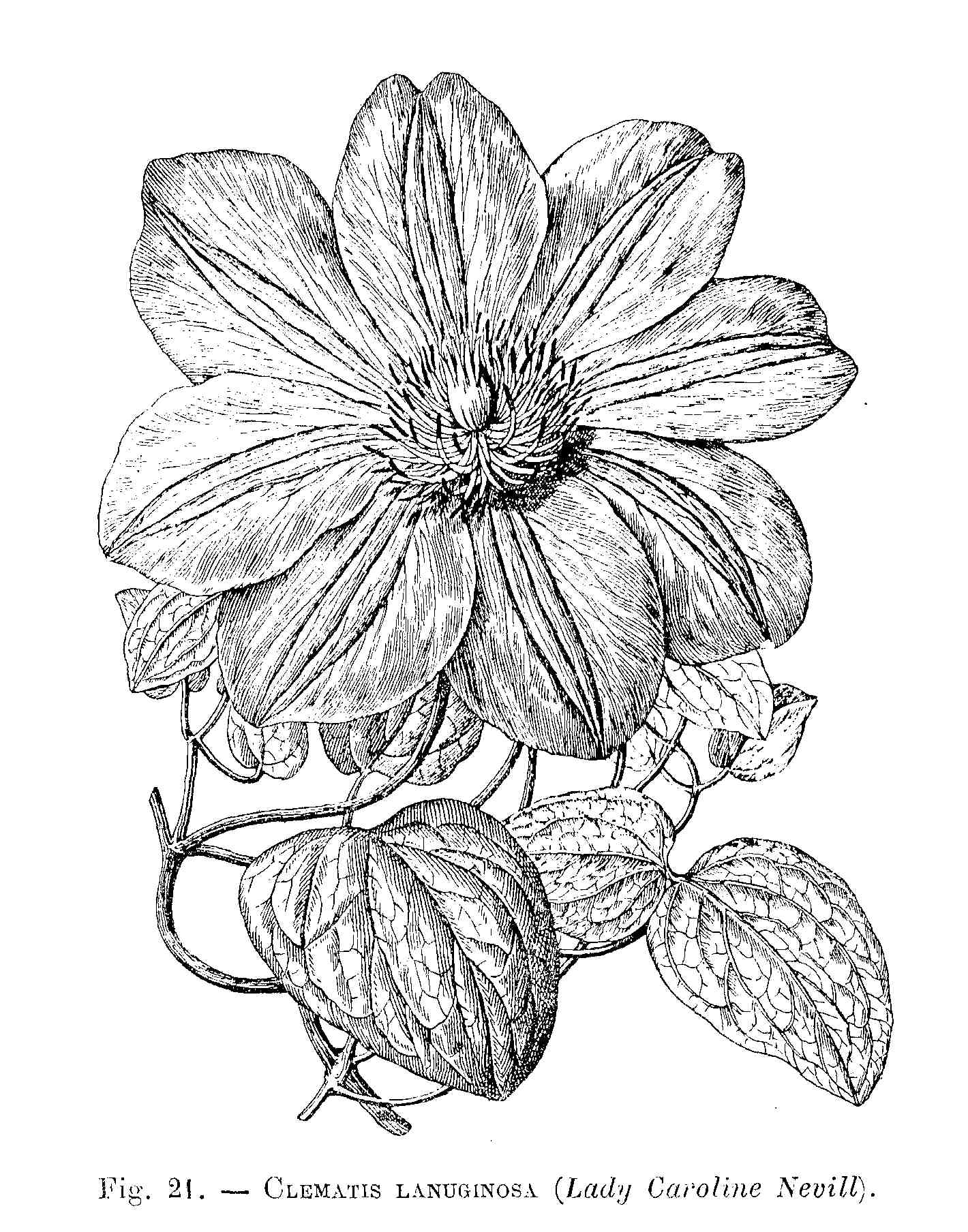
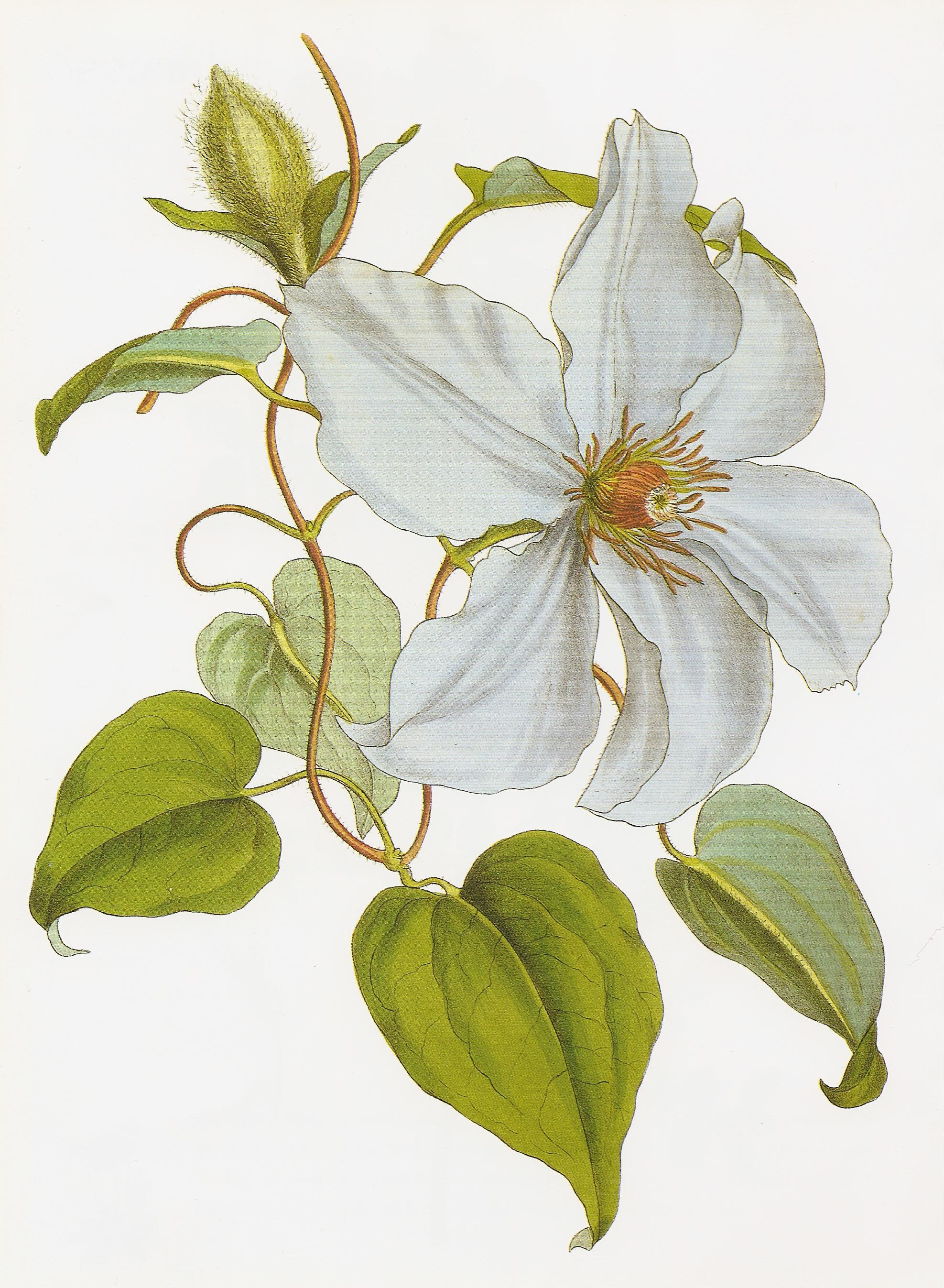